# Speciální čarodějnický díl (10. řada)
Speciální čarodějnický díl (alternativně také Speciální čarodějnický díl IX, v anglickém originále Treehouse of Horror IX) je 4. díl 10. řady (celkem 207.) amerického animovaného seriálu Simpsonovi. Scénář napsali Donick Cary, Larry Doyle a David S. Cohen a díl režíroval Steven Dean Moore. V USA měl premiéru dne 25. října 1998 na stanici Fox Broadcasting Company a v Česku byl poprvé vysílán 18. dubna 2000 na stanici ČT1.

## Děj
Epizoda je rozdělena na tři části: Pekelné tupé (Hell Toupée), Strašliví animáci (The Terror of Tiny Toon) a Hvězdná sralbota (Starship Poopers).

### Pekelné tupé
Haďák je na nákupu u Apua v Kwik-E-Martu. U pokladny si zapálí a šerif ho za to přijde ihned zatknout, protože už je to potřetí. Má dostat trest smrti, ale říká, že mu nemohou nic dokázat. Na to mu šerif odpoví, že má dost svědků: Apua, Vočka, který byl také na nákupu, a Barta, který tam byl hrát videohry. Haďák jim slíbí, že je všechny zmasakruje.
Haďák je v televizi v přímém přenosu popraven. Hned poté zazvoní u Simpsonových telefon, mají pro Homera nové vlasy. Doktor Nick Riviera mu transplantuje Haďákovy vlasy. V noci vlasy prorostou až k mozku a začnou Homera ovládat. Ten ještě tu noc odejde zabít Apua, druhý den zavraždí i Vočka. Bart se začíná bát o svůj život, je na řadě. Homer slíbí Bartovi, že ho ochrání. Zadělá dveře Bartova pokoje zevnitř, takže se nikdo nedostane dovnitř – ale ani ven. Homer se začne pokoušet Barta zabít. Kladivem rozbije dveře, kterými tam vlezou Marge a Líza. Dojde jim, že Homera ovládají jeho nové vlasy. Bart se snaží Homera přemluvit, aby těm vlasům vzdoroval. Strhne si je. Do pokoje pak vtrhnou ještě šerif, Eddie a Lou a vlasy rozstřílí.

### Strašliví animáci
Šáša Krusty vysílá svůj speciální halloweenský díl. Chce pustit tu nejkrvavější a nejbrutálnější epizodu Itchyho a Scratchyho, ale Marge vypne televizi, na kterou se dívají Bart a Líza. Marge jde s Maggie na koledu a vezme pro jistotu s sebou baterie z ovladače na televizi. Bart v garáži najde plutonium a zatluče ho kladivem do ovladače místo baterek. Pak s ním pustí televizi a ta začne celá zářit. Běží v ní díl Itchyho a Scratchyho. Líza se s ním začne o ovladač prát a jeden z nich při tom zmáčkne tlačítko Vstoupit. Oba se objeví v televizi. Začnou se smát Scratchyho bolesti, ale to Itchyho i Scratchyho urazí, spojí se proti nim a snaží se je všelijak zabít. Před televizí se objeví Homer a nakonec se mu povede dostat Barta a Lízu z televize ven. Už je ale pozdě, z Barta je kostlivec, tělo mu sežraly piraně. Líza dostane nápad přetočit ovladačem televizi zpět. Funguje to a Bart má zpět své tělo.

### Hvězdná sralbota
Maggie roste první mléčný zoubek. U televize si s ní Homer hraje, když v tom jí upadnou obě nožičky. Homer si myslí, že to byly mléčné nožičky. Místo nich se jí objeví několik zelených chapadel. Jdou s ní k doktoru Dlahovi, ale ten jim nepomůže. Doma Maggie svým dudlíkem zkontaktuje svého otce Kanga. Ten se za ní vydá. Vyjde najevo, že Marge podvedla Homera právě s Kangem. Před 2 lety ji unesli a 9 měsíců na to se narodila Maggie. Začnou se o ni hádat a Barta napadne, že tento problém může vyřešit jen Jerry Springer ve své show. Tam se diváci na Kanga oboří a on nechá celé publikum zmizet. Homer se pak porve s Kangem. Nakonec Kangovi dítě nevydají a Kang s Kodos se rozhodnou zničit všechny jejich politiky.

## Produkce
Stejně jako u ostatních Speciálních čarodějnických dílů byly i části tohoto připsány různým autorům. Pekelné tupé napsal Donick Cary, Strašlivé animáky Larry Doyle a Hvězdnou sralbotu David X. Cohen. Epizoda pokračuje v tradici Speciálních čarodějnických dílů, v nichž jsou titulky přepisovány na „strašidelná jména“. „David 'Watch Futurama' Cohen“ v titulcích je odkazem na seriál Futurama, vytvořený Cohenem a Mattem Groeningem, který měl premiéru následující rok.
Strašliví animáci obsahují část, v níž vystupují Regis Philbin a Kathie Lee Giffordová z pořadu Live with Regis and Kathie Lee. Část režíroval Donick Cary. V pasáži Itchy, Scratchy, Bart a Líza spadnou do hrnce s polévkou, kterou Regis a Kathie Lee vaří. Polévkový cákanec vznikl tak, že do hrnce spadl nějaký předmět a přes něj se přidaly animované postavičky. Natáčení této pasáže trvalo déle, než se předpokládalo, takže vysílání pořadu Eyewitness News televize WABC-TV, které se mělo uskutečnit (pořad se natáčel a stále natáčí v zařízeních televize WABC v New Yorku, kde v roce 1983 vznikl), muselo být přesunuto do jiného studia. V epizodě také hostuje Jerry Springer v roli sebe sama. Jeho repliky nahrála Julie Thackerová.
Na většině animace v Pekelném tupé pracoval asistent režie Chris Clements. Scéna Vočkovy smrti byla původně brutálnější, ale na žádost Mikea Scullyho byla zmírněna. Animátoři se na práci na Strašlivých animácích těšili, protože byli fanoušky seriálu Itchy a Scratchy. Také v původní verzi Pekelného tupé měl Troy McClure moderovat popravu Haďáka, ale jeho dabér Phil Hartman byl zavražděn ještě před nahráním svých replik, o několik měsíců později byla celá pasáž předělána s Edem McMahonem v roli moderátora. McClureův obvyklý úvod byl přepracován a McMahon začíná větou: „Dobrý den, jsem Ed McMahon. Dnes večer na stanici Fox, od producentů pořadů ‚Když padají sukně‘ a ‚Odhalená tajemství národní bezpečnosti‘…“. Verze s Troyem McClurem byla kompletně animovaná, ale zůstala bez hlasu. Dodnes nebyla odvysílána ani nijak oficiálně publikována. 
Ve Hvězdné sralbotě je záběr na zvukové vlny vycházející ze Springfieldu. V jednu chvíli se objeví záběr na Severní Ameriku a zdá se, že Springfield se nachází v Louisianě. Záhada polohy Springfieldu je v Simpsonových průběžným vtipem a řada fanoušků předpokládala, že v Louisianě rodina žije. Animátoři však vlny nakreslili tak, že vycházejí ze středu obrazovky, a nikdy neměli v úmyslu, aby vycházely z konkrétního místa. V jedné scéně je Marge unesena Kangem a Kodos, kteří ji na laso vtáhnou do lodi. Podle Davida Cohena je to běžící gag, že metody únosu Kanga a Kodos nejsou nikdy stejné. Maggie má na konci epizody hlášku, kde zní jako Kang. Její hlas namluvil Harry Shearer.
Poochie z epizody Představují se Itchy, Scratchy a Poochie je vidět v části Strašliví animáci a anglický název pasáže, The Terror of Tiny Toon, je odkazem na animovaný televizní seriál Tiny Toon Adventures, stejně jako na film Terror of the Tiny Town. V gaučovém gagu vystupuje Freddy Krueger z filmové série Noční můra v Elm Street a Jason Voorhees ze série Pátek třináctého. Freddyho namluvil Robert Englund, který tuto postavu ztvárnil v osmi filmech. V epizodě se objevují dvě talk show. Bart, Líza, Itchy a Scratchy omylem navštíví pořad Live with Regis and Kathie Lee, zatímco rodina Simpsonových a Kang se objeví v The Jerry Springer Show. Název třetí části, Hvězdná sralbota, je odkazem na film Hvězdná pěchota.

## Přijetí
V původním vysílání na stanici Fox Network dosáhla epizoda ratingu 8,6 podle agentury Nielsen a sledovalo ji přibližně 8,5 milionu diváků. V týdnu skončila na 35. místě. Byl to pátý nejsledovanější pořad na stanici Fox v tom týdnu po dvou zápasech Světové série 1998, pořadu před zápasem Světové série a pořadu Ally McBealová.
Autoři knihy I Can't Believe It's a Bigger and Better Updated Unofficial Simpsons Guide, Warren Martyn a Adrian Wood, napsali: „Další sbírka hrůz s různým stupněm vtipnosti. Část s Itchym a Scratchym je zdaleka nejlepší a Hvězdná sralbota je opravdu zábavná až ve chvíli, kdy začne část s Jerrym Springerem.“. Colin Jacobson z DVD Movie Guide ohodnotil díl kladně slovy: „Seriál se ve svých halloweenských epizodách obvykle zvedá a IX nezklamala. Každý ze tří příběhů uspokojí, protože nabízí spoustu chytrých a zábavných momentů. Tupé je však pravděpodobně nejlepší, protože je z celé skupiny nejkreativnější. Ostatní dva jsou sice vtipné, ale mohou být trochu předvídatelné.“. Kay McFaddenová z The Seattle Times napsala, že epizoda „se rozhodně nevyrovná oné klasice všech dob, dvojníkovi Speciálního čarodějnického dílu 8. řady, (…) přesto jsou dialogy IX ostré a je zde uklidňující návaznost na tak oblíbené instituce, jako je Itchy a Scratchy.“.
V roce 2008 byla Hvězdná sralbota označena časopisem IGN za desátou nejlepší část Speciálních čarodějnických dílů. Časopis uvedl, že „i když to není nejlepší část Kanga a Kodos, Hvězdná sralbota přináší konzistentní smích a skvělý konec, když Kang a Kodos přísahají, že zničí všechny politiky ve Washingtonu (k radosti Simpsonových) a Maggie se strašidelně směje a říká, že potřebuje krev“. V roce 1999 byl skladatel Alf Clausen za svou práci na této epizodě nominován na cenu Primetime Emmy za vynikající hudební kompozici pro seriál.